# Hans Sachs

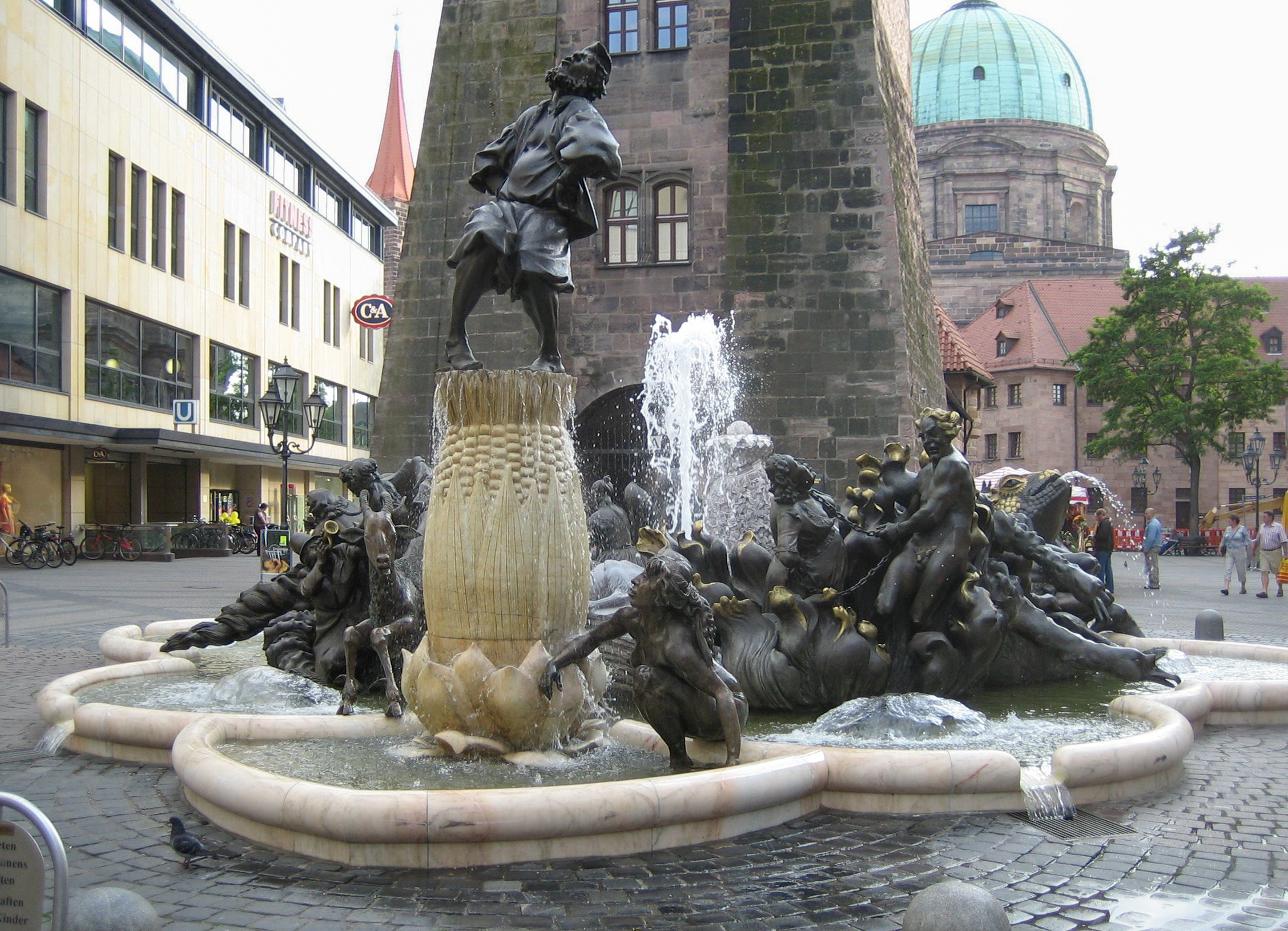
Fontanna Karuzela Małżeńska w Norymberdze

Hans Sachs (ur. 5 listopada 1494 w Norymberdze, zm. 19 stycznia 1576 tamże) – niemiecki poeta przypowieściowy, meistersinger i dramaturg.
Napisał ok. 2000 wierszy, bajek i sztuk teatralnych. Skomponował (muzyka i słowa) ok. 4300 pieśni religijnych i świeckich. Utwory jego cieszyły się ogromnym powodzeniem u współczesnych; spisał je A. Puschmann (uczeń Sachsa). Pisał m.in. fastnachtsspiel, czyli krótkie satyryczne scenki karnawałowe.
Postać Sachsa spopularyzowana została przez J.W. Goethego (Hans Sachsens poetische Sendung), trafiła na scenę operową (Śpiewacy norymberscy Wagnera i Hans Sachs Alberta Lortzinga), teatralną i plan filmowy.

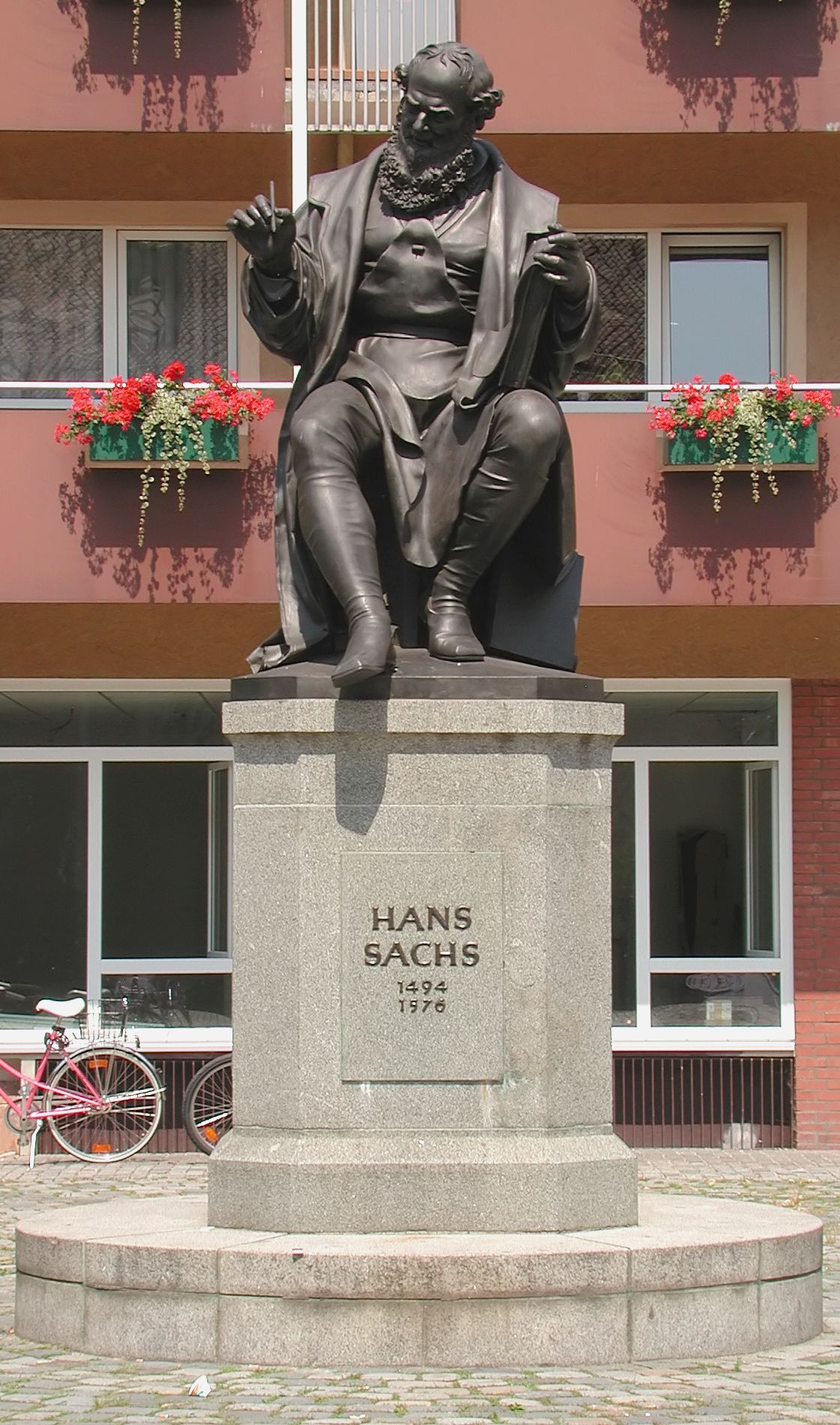
Pomnik Hansa Sachsa na Hans-Sachs-Platz w Norymberdze

## Fontanna Hansa Sachsa
W 1984 na Ludwigsplatz w centrum Norymbergi powstała Fontanna Karuzela Małżeńska (niem. Ehekarussell, Hans Sachs-Brunnen, także: Ehebrunnen) - zaprojektowana przez rzeźbiarza Jürgena Webera i uważana za największą fontannę figuralną XX wieku w Europie, która przedstawia sceny inspirowane poematem Hansa Sachsa „Słodko-gorzkie życie małżeńskie” (niem. Das bittersüße ehlich Leben). 

## Ważniejsze utwory
- Das Hofgesin der Venus, (1517)
- Die Wittenbergisch Nachtigall, (1523)
- Dialoge, (1524)
- Schlaraffenland, (1530)
- Das Narrenschneiden, (1534)
- Der schwangere Bauer, (1544)
- Der Teufel mit dem alten Weib, (1545)
- Der fahrende Schüler im Paradeis, (1550)
- Das Kälberbrüten, (1551)
- Die ungleichen Kinder, (1553)
- St. Peter mit der Geiß, (1555)
- Tragedi König Sauls mit Verfolgung Davids, (1557)

## Opracowania
- Gabi Posniak (Hrsg.), Hans Sachs, der Schuhmacher: 1494 – 1576 ; Sonderausstellung 18. September – 31. Dezember 1994, Deutsches Ledermuseum, Deutsches Schuhmuseum, Offenbach am Main 1994.
- Wilhelm Richard Berger, Hans Sachs: Schuhmacher und Poet, Frankfurt am Main 1994.
- Geschichte Für Alle e.V. (Hrsg.), Hans Sachs und Nürnberg: Ein Stadtrundgang zum 500. Geburtstag 1994, Nürnberg 1994.